# Шахта «Козацька»
Шахта «Козацька» — залізорудна шахта в м Кривий Ріг, Дніпропетровська область, Україна. Входить до складу ПАТ «Криворізький залізорудний комбінат» (КЗРК).
Проектна потужність шахти 2000 тис.тонн багатої руди. В експлуатацію зданий гор. 1430 м. Вміст заліза в рудниковому масиві на робочих горизонтах 59,6 %. В 1997 році на шахті видобуто 1377 тис.тонн руди з вмістом заліза 55,04 %.

## Історія
Перший пробний скіп із залізною рудою було піднято з горизонту 552 метра в грудні 1964 року. На повну потужність шахта запрацювала в 1965 році. Тоді вона входила до складу рудоуправління ім. Рози Люксембург, з 1988 по 1989 — в складі рудоуправління ім Леніна.
Навесні 2006 введено в експлуатацію перший пусковий комплекс по розкриттю і розробці горизонту 1270—1350 м. Введена виробнича потужність склала 1 млн тонн сирої залозної руди. За більш ніж 40-річний термін існування шахти її колектив впритул підійшов до 100 млн т видобутої руди.

## Характеристики
Рудні тіла, що розробляються шахтою, переважно стовпоподібної форми завдовжки 100—230 м. Поклад «Східний-2-Східний-Північний» пластоподібний, завдовжки 600—700 м. Кут падіння покладів змінюється в межах 55-65°, а потужність від 15-25 до 30-50 м руди середньої і високої міцності. Висячий бік родовища складний стійкими мартитовими кварцитами міцністю 100—130 МПа, лежачий — гетит-гематитових-мартитовими роговиками міцністю 70-90 МПа.
Рудне тіло розкрите рудопідіймальними стволами № 1 і № 2 ш. «Козацька», допоміжними стволами шахти «Нова», а також стволом «Північна-Вентиляційна».
Очисна виїмка ведеться на горизонті 1430 м у підготовці знаходяться горизонти 1510 м, 1590 м. Проводиться поглиблення стволів ш. «Козацька-1» до горизонту 1615 м, ш. «Нова» до горизонту 1590 м, ш. «Північна-Вентиляційна» до горизонту 1350 м.
Відпрацювання до 5-10 % запасів руди шахтою «Козацька» виконується камерними системами розробки і 90 % системами з обваленням руди і порід що налягають. Висота поверху що відпрацьовується становить 80 м. На шахті розвідано запасів до глибини 1670 м — 48 млн 745 тис. т.